# Hełmówka jadowita

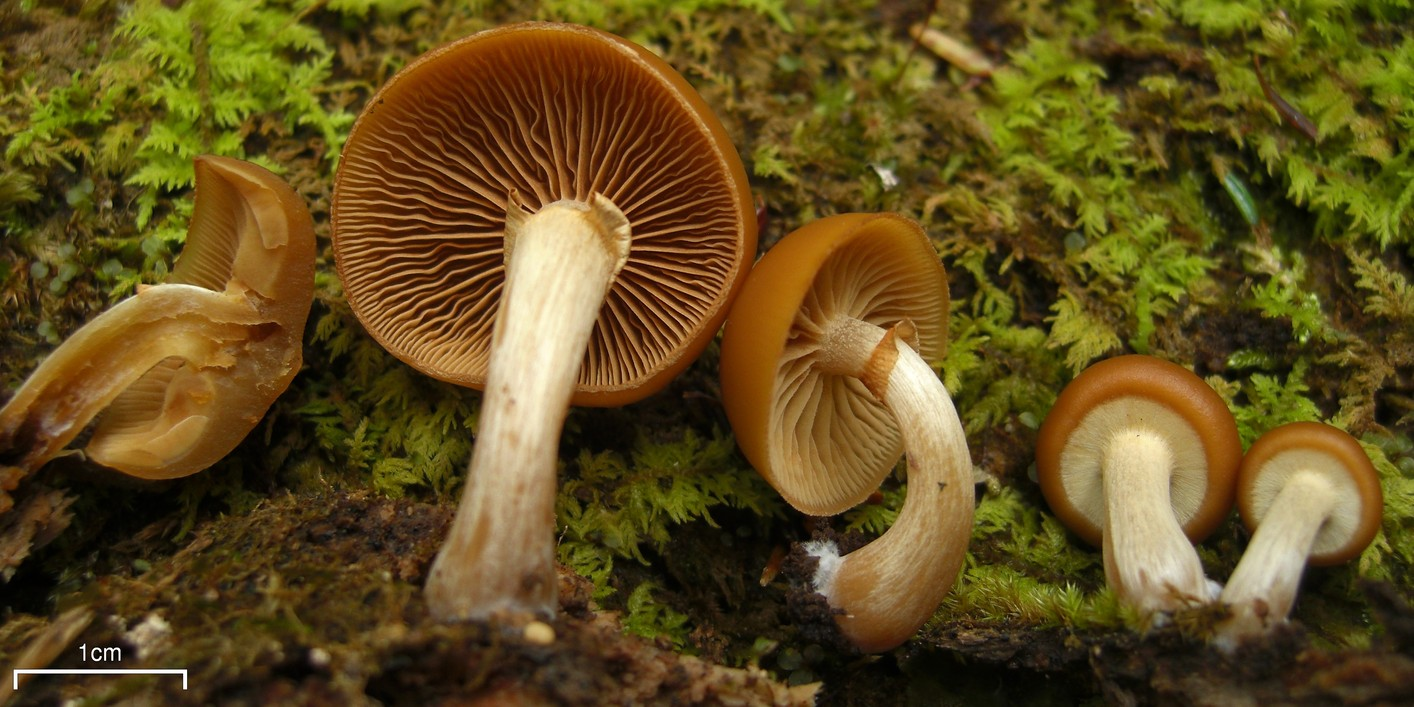
Blaszki i trzon hełmówki jadowitej

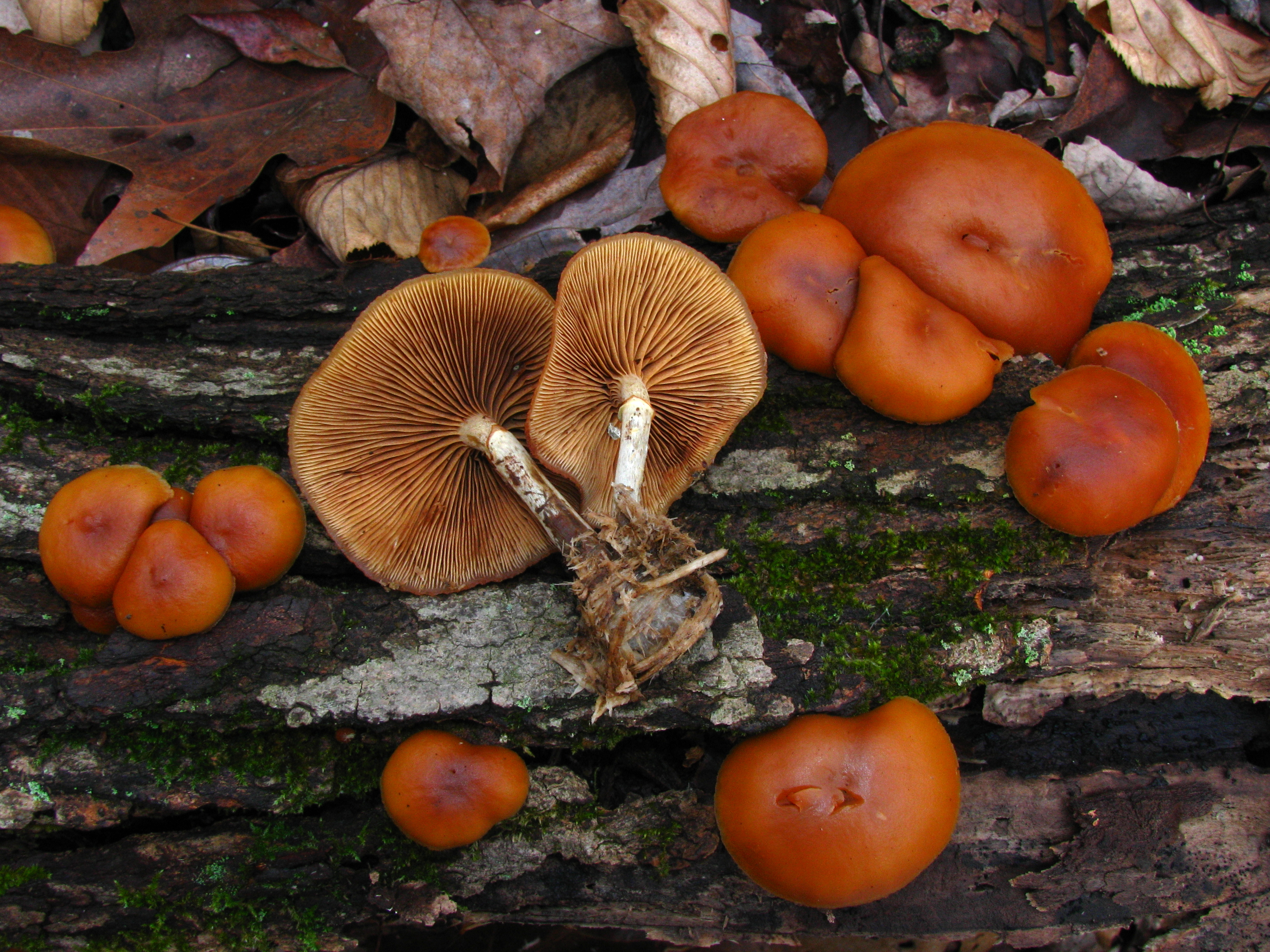
Podczas wilgotnej pogody

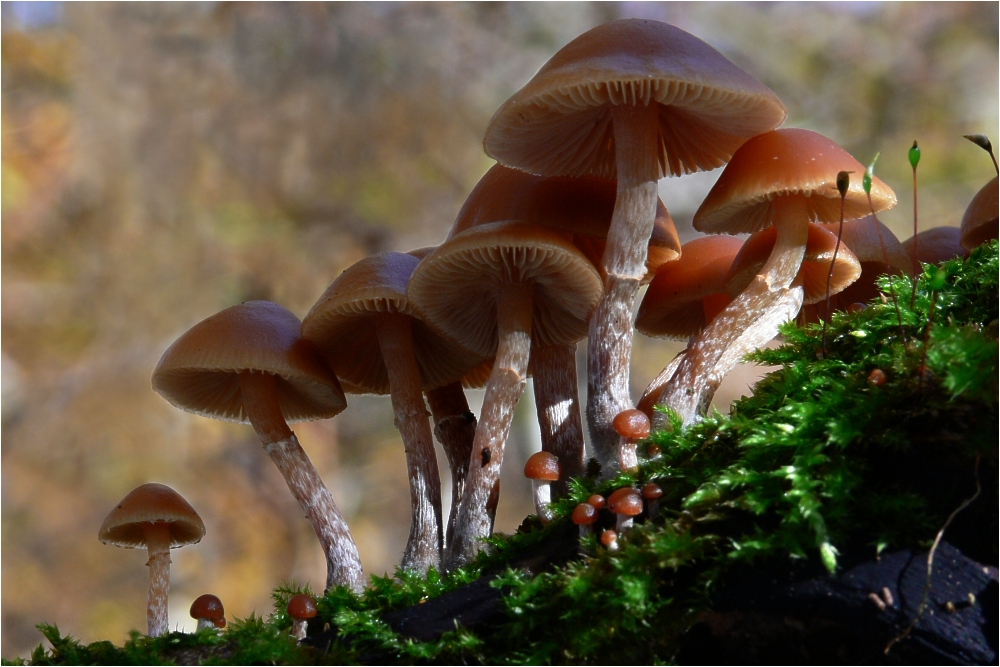

Hełmówka jadowita (Galerina marginata (Batsch) Kühner) – gatunek grzybów należący do rodziny Hymenogastraceae.

## Systematyka i nazewnictwo
Pozycja w klasyfikacji według Index Fungorum: Galerina, Hymenogastraceae, Agaricales, Agaricomycetidae, Agaricomycetes, Agaricomycotina, Basidiomycota, Fungi.
Po raz pierwszy takson ten zdiagnozował w roku 1789 August Johann Georg Karl Batsch, nadając mu nazwę Agaricus marginatus. Obecną, uznaną przez Index Fungorum nazwę nadał mu w roku 1935 Robert Kühner, przenosząc go do rodzaju Galerina. Ma 24 synonimy łacińskie. Niektóre z nich:

- Agaricus autumnalis Peck 1872
- Agaricus marginatus Batsch1789
- Agaricus unicolor Vahl 1792
- Galera marginata (Batsch) P. Kumm. 1871
- Galerina autumnalis (Peck) A.H. Sm. & Singer 1964
- Galerina unicolor (Vahl) Singer 1936
- Galerula marginata (Batsch) Kühner 1934
- Galerula unicolor (Vahl) Kühner 1934
- Gymnopilus autumnalis (Peck) Murrill 1917
- Naucoria autumnalis (Peck) Sacc. 1887
- Pholiota marginata (Batsch) Quél. 1872
- Pholiota unicolor (Vahl) Gillet 1876

Nazwę polską zaproponował Władysław Wojewoda w 2003 r. W polskim piśmiennictwie mykologicznym gatunek ten opisywany był też jako łuskwiak obrzeżony lub hełmówka obrzeżona.

## Morfologia
Kapelusz
Średnica 1,5–5 cm, początkowo półkulisty, później wypukły, na koniec płaski. Zazwyczaj posiada tępy, szeroki garb. Jest silnie higrofaniczny; w stanie suchym ma kolor od bladobeżowego do żółtoochrowego, podczas wilgotnej pogody staje się ochrowobrązowy lub czerwonobrązowy. Wysychając jaśnieje od wierzchołka. Podczas wilgotnej pogody widoczne jest promieniste prążkowanie, podczas suchej prążkowanie jest niewidoczne.
Blaszki
Nieco wybrzuszone, szeroko przyrośnięte i przy trzonie wykrawane ząbkiem. Mają kolor początkowo ochrowobrązowy, później rdzawobrązowy, ostrza blaszek są jaśniejsze.
Trzon
Wysokość 2–8 cm, grubość 0,1–0,6 cm. Walcowaty, w środku pusty. Posiada nietrwałą strefę pierścieniowa, powyżej której ma ochrowy kolor i jest mączyście oprószony, poniżej ma brązowawy kolor i pokryty jest podłużnymi, srebrzystobiałymi włókienkami, u podstawy jest ciemniejszy (w kolorze od oliwkowobrązowego do czarnego).
Miąższ
W kapeluszu jasnoochrowy, w trzonie umbrowobrązowy. Smak i zapach mączny z domieszką rzodkiewkowego.
Wysyp zarodników
Rdzawobrązowy. Zarodniki eliptyczne, o powierzchni chropowatej lub pomarszczonej i rozmiarach 11–08 × 5–6,5 μm.
Gatunki podobne
Może być łatwo pomylona z łuskwiakiem zmiennym (Kuehneromyces mutabilis), który jest grzybem jadalnym. Różni się cynamonowego koloru blaszkami i występowaniem na trzonie pod pierścieniem czarnobrązowych łusek. Podobna jest również płomiennica zimowa (Flammulina velutipes). Ta ma jednak ciemny trzon bez pierścienia.

## Występowanie i siedlisko
Hełmówka jadowita jest szeroko rozpowszechniona na całej półkuli północnej. W Europie Środkowej jest pospolita, w Polsce również.
Rośnie na drewnie obumarłych drzew oraz na ściółce leśnej. W starszych atlasach grzybów podawano, że wyrasta tylko na drewnie drzew iglastych, jest to jednak nieprawda. W górach istotnie najczęściej spotyka się ją pod świerkami, jednak na niżu rośnie głównie na drewnie buka. Zazwyczaj występuje gromadnie, w mniejszych lub większych grupach. Owocniki pojawiają się od sierpnia do pierwszych przymrozków.

## Znaczenie
Saprotrof. Grzyb trujący – zatrucia cyklopeptydowe, cytotoksyczne. Dla człowieka potencjalnie jest śmiertelnie trujący, ze względu na obecność amanityny, tej samej trucizny, która występuje w niektórych muchomorach. Jak dotąd jednak nie zanotowano żadnego przypadku śmiertelnego zatrucia hełmówką jadowitą.